# Вайкерсгайм
Вайкерсгайм (нім. Weikersheim) — місто в Німеччині, знаходиться в землі Баден-Вюртемберг. Підпорядковується адміністративному округу Штутгарт. Входить до складу району Майн-Таубер.
Площа — 80,94 км2. Населення становить 7439 ос. (станом на 31 грудня 2020).